# International Bobsleigh & Skeleton Federation
Der Internationale Bob & Skeleton Verband (englisch International Bobsleigh & Skeleton Federation, Abk. IBSF) ist der Weltverband aller Bobsportler und Skeletonfahrer und deren Landesverbände. Er hat seinen Sitz im Maison du Sport International in Lausanne.

## Geschichte

Verbandslogo bis 2015

Der Verband wurde am 23. November 1923 als Fédération Internationale de Bobsleigh et de Tobogganing (FIBT) in Paris gegründet und vereinigte zunächst nur den internationalen Bobsport.
1927 kamen der Rennschlittensport – auch als Rennrodeln oder Rodeln bekannt – und der Skeletonsport als eigenständige Sektion hinzu. Die Rodler trennten sich jedoch 1957 von der FIBT und gründeten mit der Fédération Internationale de Luge de Course (FIL) einen eigenen Verband. Die Skeletonfahrer verblieben in der FIBT. In vielen Landesverbänden gibt es diese Trennung zwischen Bobsport, Skeletonsport und Rennschlittensport nicht. In Deutschland sind die Bob- und Schlittensportler seit 1911 unter verschiedenen Bezeichnungen im heutigen Bob- und Schlittenverband für Deutschland (BSD) vereinigt.
2015 erfolgte die offizielle Umbenennung in International Bobsleigh & Skeleton Federation. Zudem wurde Französisch als Geschäftssprache gestrichen. Der Verband kommuniziert und verhandelt stattdessen neben Englisch nun in Deutsch.

## Aufgaben
Der Verband zeichnet verantwortlich für das Regelwerk im Bob- und Skeletonsport, für den Jugend- und Juniorensport sowie für die Durchführung internationaler Veranstaltungen wie die Weltmeisterschaften, den Weltcup, die Europameisterschaften, den Europacup, den Nordamerikacup und die olympischen Wettbewerbe.

## IBSF-Veranstaltungen
- Bobsport bei den Olympischen Spielen
- Bob-Weltmeisterschaft
  - Bob-Weltcup
- Bob-Europameisterschaft
  - Bob-Europacup
  - Bob-Nordamerikacup
- Bob-Juniorenweltmeisterschaft
- Skeletonsport bei Olympischen Winterspielen
- Skeleton-Weltmeisterschaft
  - Skeleton-Weltcup
  - Skeleton-Intercontinentalcup
- Skeleton-Europameisterschaft
  - Skeleton-Europacup
  - Skeleton-Nordamerikacup
- Skeleton-Juniorenweltmeisterschaft

## Präsidenten
- 1923–1960  Renaud de la Frégeolière
- 1960–1980  Amilcare Rotta
- 1980–1994  Klaus Kotter
- 1994–2010  Robert H. Storey
- seit 2010  Ivo Ferriani

## Exekutive
- Präsident: Ivo Ferriani (Italien)
- Vizepräsident für Verbands- und Finanzfragen: Andreas Trautvetter (Deutschland)
- Vizepräsident für Sport: Ander Mirambell (Spanien)
- Vizepräsident für Internationale Angelegenheiten: Stefaan Freeling (Belgien)
- Vizepräsident für Kommunikation: Chyun Chan-min (Südkorea)
- Vizepräsident für Marketing und Veranstaltungen: David Tomatis (Monaco)
- Vizepräsident für Rechtsfragen: Mārtiņš Dambergs (Lettland)
- Repräsentantin des Athletenbeirats: Christina Hengster (Österreich)
- Generalsekretärin (nicht stimmberechtigt): Heike Größwang (Deutschland)

Stand: Juli 2022

## Landesverbände
- Amerikanische Jungferninseln
- Amerikanisch-Samoa
- Andorra
- Argentinien
- Armenien
- Aserbaidschan
- Australien
- Belgien
- Bermuda
- Bosnien und Herzegowina
- Brasilien
- Bulgarien
- Chile
- China
- Chinesisch Taipeh
- Dänemark
- Deutschland
- Dominikanische Republik
- Elfenbeinküste
- Finnland
- Frankreich
- Gambia
- Ghana
- Griechenland
- Indien
- Irak
- Irland
- Israel
- Italien
- Jamaika
- Japan
- Kambodscha
- Kanada
- Kasachstan
- Kolumbien
- Kroatien
- Lettland
- Liechtenstein
- Litauen
- Luxemburg
- Malaysia
- Malta
- Mexiko
- Monaco
- Mongolei
- Neuseeland
- Niederlande
- Nigeria
- Norwegen
- Österreich
- Panama
- Philippinen
- Polen
- Portugal
- Puerto Rico
- Rumänien
- Russland
- Samoa
- San Marino
- Schweden
- Schweiz
- Serbien
- Slowakei
- Slowenien
- Spanien
- Südafrika
- Südkorea
- Thailand
- Togo
- Trinidad und Tobago
- Tschechien
- Türkei
- Ukraine
- Ungarn
- Venezuela
- Vereinigtes Königreich
- Vereinigte Staaten
- Vietnam

Stand: November 2021